# Satz von Liebmann
Der Satz von Liebmann ist ein klassisches Resultat der Differentialgeometrie, welches nach dem deutschen Mathematiker Heinrich Liebmann benannt ist. Er behandelt eine Kennzeichnung der Kugeloberflächen im  dreidimensionalen euklidischen Raum.

## Der Satz

### Erste Formulierung
Der Satz von Liebmann besagt in moderner Formulierung folgendes:
Sei {\displaystyle F\subset {\mathbb {E} }^{3}}  eine zusammenhängende und kompakte Fläche der Klasse {\displaystyle C^{4}} im dreidimensionalen euklidischen Raum und sei dabei die gaußsche Krümmung von {\displaystyle F} eine Konstante {\displaystyle K}.
Dann ist {\displaystyle K} eine positive Zahl der Form {\displaystyle K=r^{2}} für eine reelle Zahl {\displaystyle r>0} und {\displaystyle F} fällt mit der Oberfläche einer dreidimensionalen  Vollkugel vom Radius {\displaystyle R={\tfrac {1}{r}}} zusammen, ist also eine Sphäre der Form {\displaystyle F=S_{R}^{2}(p)}  für ein {\displaystyle p\in {\mathbb {E} }^{3}}.

### Zweite Formulierung
Im dreidimensionalen Raum ist eine Sphäre vom Radius {\displaystyle R} stets eine zusammenhängende und kompakte {\displaystyle C^{4}}-Fläche und hat dabei stets die konstante gaußsche Krümmung {\displaystyle K={\tfrac {1}{R^{2}}}}. Daher lässt sich der Satz von Liebmann auch wie folgt formulieren:
Im dreidimensionalen Raum sind einzig und allein die Sphären zusammenhängende und kompakte {\displaystyle C^{4}}-Flächen mit konstanter gaußscher Krümmung.

### Dritte Formulierung
Hinsichtlich ihrer topologischen Eigenschaften ist eine Fläche {\displaystyle F\subset {\mathbb {E} }^{3}}  eine 2-Mannigfaltigkeit. Da in der Topologie eine zusammenhängende und kompakte 2-Mannigfaltigkeit auch eine geschlossene Fläche genannt wird, lässt sich der Satz von Liebmann sehr verkürzt auch in der folgenden Weise angeben:
Im dreidimensionalen Raum sind die Sphären die einzigen geschlossenen {\displaystyle C^{4}}-Flächen mit konstanter gaußscher Krümmung.

## Zusammenhang mit anderen Resultaten

### Der zweite Satz von Liebmann
Im Jahre 1900 hat Heinrich Liebmann einen weiteren, dem obigen eng verwandten Satz vorgelegt. Dieser zweite liebmannsche Satz lautet in moderner Formulierung wie folgt:
Sei {\displaystyle F\subset {\mathbb {E} }^{3}}  eine zusammenhängende und kompakte Fläche der Klasse {\displaystyle C^{4}} im dreidimensionalen euklidischen Raum und sei dabei die gaußsche Krümmung von {\displaystyle F} durchgängig positiv und die mittlere Krümmung von {\displaystyle F} eine Konstante {\displaystyle H}.
Dann fällt {\displaystyle F} mit der Oberfläche einer Kugel vom Radius {\displaystyle R={\frac {1}{|H|}}} zusammen.
Mit anderen Worten und kürzer ausgedrückt:
Im dreidimensionalen Raum sind die Sphären die einzigen geschlossenen {\displaystyle C^{4}}-Flächen mit durchgängig positiver gaußscher Krümmung und mit konstanter mittlerer Krümmung.

### Der Satz von Cohn-Vossen und Herglotz
Der Satz von Liebmann lässt sich in Zusammenhang bringen mit der Frage, wie eine zusammenhängende kompakte Fläche des dreidimensionalen euklidischen Raums beschaffen sein muss, um isometrisch – im Sinne der Isometrie riemannscher Mannigfaltigkeiten – zur Einheitssphäre oder zu
einer allgemeinen Sphäre zu sein. Hierüber gibt der Satz von Cohn-Vossen und Herglotz Auskunft, welcher auf Stefan Cohn-Vossen und Gustav Herglotz zurückgeht und ebenfalls ein klassisches Resultat der Differentialgeometrie darstellt:
Stehen im dreidimensionalen euklidischen Raum {\displaystyle {\mathbb {E} }^{3}} zwei geschlossene Flächen  {\displaystyle F,F^{*}\subset {\mathbb {E} }^{3}} der Klasse {\displaystyle C^{\infty }}  mit jeweils positiver gaußscher Krümmung zueinander in Isometrie, so existiert eine euklidische Bewegung {\displaystyle \phi } mit {\displaystyle \phi (F)=F^{*}}, welche also {\displaystyle F}  in {\displaystyle F^{*}} überführt.
Diesen Satz bezeichnet der österreichische Geometer Karl Strubecker in seiner Differentialgeometrie auch als Identitätssatz für Eiflächen und nennt ihn einen für die metrische Theorie der Eiflächen grundlegenden Satz. Dabei versteht man in der Differentialgeometrie unter einer Eifläche jede geschlossene Fläche des dreidimensionalen euklidischen Raums, welche mindestens von der Klasse {\displaystyle C^{3}} ist und durchweg positive gaußsche Krümmung, also {\displaystyle K>0}, hat. Der Satz von Cohn-Vossen und Herglotz lässt sich daher auch folgendermaßen formulieren:
Im dreidimensionalen euklidischen Raum sind zwei isometrische Eiflächen der Klasse {\displaystyle C^{\infty }}  stets kongruent.

### Der Satz von Hilbert
Der ersten Teilaussage des Satzes von Liebmann steht in enger Verbindung zu einem allgemeinen Resultat, welches von David Hilbert im Jahre 1900 vorgelegt wurde. Es stellt das zentrale Ergebnis von Anhang V (Über Flächen von konstanter Gaußscher Krümmung) seiner Grundlagen der Geometrie dar und lässt sich angeben wie folgt:
Im dreidimensionalen euklidischen Raum existiert keine {\displaystyle C^{\infty }}-Fläche {\displaystyle F\subset {\mathbb {E} }^{3}} von konstanter gaußscher Krümmung {\displaystyle K<0}.
Hilbert wurde zu diesem Resultat geführt durch die Fragestellung, ob die von Eugenio Beltrami gelieferte Konstruktion einer nichteuklidischen Ebene (Pseudosphäre) als Ganzes in den dreidimensionalen Raum eingebettet denkbar sei. Er gelangt zu einer Verneinung dieser Frage und schreibt dazu explizit:
„, d. h. wir erkennen, dass es eine singularitätenfreie und überall regulär  analytische Fläche von constanter negativer Krümmung nicht giebt. Insbesondere ist daher auch die zu Anfang aufgeworfene Frage zu verneinen, ob auf die BELTRAMIsche Weise die GANZE LOBATSCHEFSKIJsche Ebene durch eine regulär analytische Fläche im Raume sich verwirklichen lässt.“